# Хоккей на траве в Саудовской Аравии
Хоккей на траве в Саудовской Аравии относится к молодым развивающимся видам спорта.

## Период зарождения
В 2015 году Федерация хоккея на траве Саудовской Аравии была аккредитована Международной федерацией хоккея на траве. В 2020 году она была принята в качестве временного члена в ФИХ и Азиатскую федерацию хоккея на траве. Ожидается, что заявку на полноценное вступление рассмотрят в мае 2021 года на конгрессе ФИХ.
В основном хоккеем на траве и организацией соревнований в Саудовской Аравии занимаются индийцы и другие иммигранты. Однако в национальной федерации рассчитывают, что со временем здесь появится собственная сборная.
В Саудовской Аравии существуют как мужские, так и детские и юношеские команды.

## Международные соревнования
Одним из центров развития вида спорта в стране стал клуб «Аль-Эттифак» в Даммаме. Команда «Даммам» в 2015 году выиграла хоккейную премьер-лигу Ближнего Востока и Бхопала, вторым стал аравийский «Дахран», третьим — ветераны Бхопала из «Бхопали Навабс».
Успехи аравийского хоккея на международном уровне связаны с любительской командой «Сауди Страйкерз». В 2017 году она выиграла домашний международный турнир, проходивший на базе Аль-Эттифака, победив в финале команду полиции Бахрейна. В 2018 году «Сауди Страйкерз» завоевали серебро на турнире в Маскате и в Кубке Персидского залива. До 2016 года команду тренировал экс-вратарь сборной Пакистана, участник летних Олимпийских игр 2004 года Ахмед Алам.
В Саудовской Аравии проводятся любительские турниры как по классическому хоккею на траве, так и в формате 7х7, в том числе Saudi Hockey Fiesta. В них участвуют местные команды и представители других ближневосточных стран.